# Български зъболекарски съюз
Български зъболекарски съюз (с акроним: БЗС) е монополна професионална организация на зъболекарите в България. Основана е в края на 1905 г., като  Първо българско одонтологично дружество, което през 1910 г. е преименувано на Български зъболекарски съюз. През 1949 г. организацията е закрита. БЗС е възстановен през 1999 г. по силата на ЗСОЛЛДМ като организация, в която членуват над 8300 лекари по дентална медицина в България. Председател на БЗС е Николай Шарков.
БЗС представлява съсловната организация упражнява своята дейност по места чрез районни колегии. Официалното издание на организацията е вестник „Дентамедика“, който се издава всеки месец и разпространява до всички редовни членове на БЗС. Съгласно ЗСОЛЛДМ, БЗС провежда Продължаващо медицинско обучение на лекарите по дентална медицина (ПМОЛДМ).
БЗС организира всяка година Национални и Регионални форуми по дентална медицина, като най-голямото научно събитие на Съюза, част и от ПМО на Световната дентална федерация (FDI), е Научният конгрес, който се провежда в град Бургас.

## История
След Освобождението със зъболекарски услуги се занимават много неуки хора – зъбари, бръснари и други, които често нямат необходимия опит и не оказват адекватно лечение. В Княжество България не съществува учебно заведение в което да се изучава стоматология, затова първите дентални медици са твърде малко и всички завършват в чужбина. Д-р Михаил Елмазов търси съмишленици сред колегията, като иска да създаде професионална организация, която да допринесе за въвеждането на регламент в зъболекарските услуги, с който да се установят стандарти и да се гарантира адекватното лечение на населението. Инициативата му е посрещната много положително от неговите колеги, като един от най-добрите му сподвижници е неговият съгражданин д-р Димитър Тошков.
На 20 декември 1905 г. в заведението „Славянска беседа“ е основано Българското одонтологично дружество, а негов пръв председател е д-р Михаил Елмазов, секретар става д-р Димитър Тошков. През 1910 г. организацията е преименувана на Български зъболекарски съюз.
Първите действия на ръководството са насочени срещу дейността на недоучилите зъбари, като се настоява пред санитарните власти право да упражняват професията да имат само дипломираните стоматолози. Д-р Елмазов обуславя и необходимостта от изграждането на обществено зъболечение, както и от създаването на стоматологични кабинети в училищата в страната. Усилията му дават резултат и през 1911 г. са назначени първите двама зъболекари в две от столичните учебни заведения. Ръководството на БЗС не спира дотук и иска тази практика да се въведе и в други големи градове като Русе, Пловдив, Варна и др.
Съюзът издава свое списание „Зъболекарски преглед“, като се опитва със всички законни средства да утвърди авторитета на професията, да издигне професионалната квалификация на своите членове и да ограничи и спре злоупотребите на зъболекарите-шарлатани, за които членството в съсловната организация е невъзможно. Д-р Елмазов е автор и на множество статии, в които си проличава, че интересите му са многостранни и в лечебната си дейност се занимава с трудни важни проблеми, най-вече в областта на хирургията-оралната и лицево-челюстната.
По време на войните за национално обединение на България от БЗС непрекъснато увещават Военното министерство да уреди служебното положение на зъболекарите във армията. Така през 1918 г. 74 стоматолози, служещи във войската, получават чин „запасен санитарен поручик-зъболекар“.

### от 1920-те до средата на 1940-те години
След д-р Елмазов председател на съюза става Минчо Стоянов, който преди това е редактор на списание „Зъболекарски преглед“. Михаил Елмазов умира от белодробно заболяване през ноември 1928 г.
През 20-те години на ХХ век съсловната организация продължава работата по развитие на научната дейност на своите членове, издаването на специализирана литература и насърчава професионалното развитие на дантистите. Тогава се изменя и чл. 30 на Устава, според който при разтуряне на организацията, имуществото на БЗС не може да премине към БЧК, както е предвидено първоначално, а към Зъболекарското кооперативно потребителско дружество.
Това е организация, която снабдява членовете със стоматологични материали с гарантирано качество. Това става чрез плащане в брой или на кредит, който е определен от управителния съвет, съобразно внесените от членовете дялове. В списанието на Съюза редовно се поддържат рубрики, посветени на историята на зъболечението, практични и законодателни казуси, нови научни постижения и реклами на познати и днес продукти като юнити на Сименс и Ритер, пещи на Вита, борери и камъчета на Майзингер, Харвард цимент. Определени са и минимални цени на стоматологичните услуги, с което се слага край на нелоялната конкуренция в бранша.
Интересен е конфликтът между Съюза и Фонда за обществени осигуровки, където денталните медици не са доволни от определените цени и договорените дейности. След преговори се определя, че фондът ще покрива ограничен размер от две пломби и няколко екстракции годишно. През 1940-те години отново се преустановява работата с обществения фонд, тъй като според Съюза „не са защитени интересите на осигурените и общото здравно осигуряване на населението“.
През 1949 г. са закрити всички съсловни организации, включително и БЗС. В този момент БЗС има 44 клона в страната, в която членуват 1423 зъболекари, от които 922 мъже и 501 жени. Финансовите приходи на съюза преди неговото ликвидиране са възлизали на 5,7 млн. лв. Освен тази наличност, БЗС е разполагал и с апартамент на ул. „Преслав“ № 9 на стойност 4,4 млн. лв, библиотека от 350 тома и инвентарни предмети на стойност 600 хил. лв. За съдбата на това имущество липсват каквито и да е сведения.